# Luca Giordano
Luca Giordano, kaldet Fa presto (18. oktober 1634 i Napoli – 12. januar 1705 sammesteds) var en italiensk maler og raderer.

## Liv og virke
Hans første lærer, faderen Antonio Giordano, en tarvelig maler, der arbejdede rent fabriksmæssigt, giver man en del af skylden for sønnens tilbøjelighed for hurtigmaleri; hans evindelige tilråb, "Luca, fa presto" ("Luca, skynd dig!"), skal have skaffet Giordano det ovennævnte øgenavn; anekdoten om Giordanos svar til faderen, der kaldte ham til frokosten, at han blot forinden skulle male tolv apostle, er i alt fald karakteristisk for hans lærevillighed. Ni år arbejdede Giordano i Neapel under Jusepe de Ribera, hvis stil også ganske behersker Giordanos ungdomsværker, derefter i Rom, hvor Pietro da Cortona fik en stærk indflydelse på Giordanos letbevægelige, proteusagtige natur, og hvor kopieringen af Rafaels billeder i Vatikanet, Michelangelo etc. udviklede hans rutine til at male ud af hovedet. Efter ophold i Bologna, Parma, Firenze (1679 og 1682, fresker i Carmines Corsini-kapel og i Palazzo Medici-Riccardis galeri) og Venedig, hvor Paolo Veroneses kunst heldigt påvirkede hans farvevalg (f.eks. Paris' dom i Berlins Gemäldegalerie og Eremitagemuseet i Sankt Petersborg), tog han til Spanien.
Han virkede i Madrid og Toledo 1692-1702, udsmykkede bl.a. kirken San Lorenzo del Escorial, udnævntes til ridder af Karl II og vendte derpå tilbage til sit hovedopholdssted Neapel, hvor hans kunst særlig i hans ungdom havde udfoldet sig; det var bl.a. her, han havde fuldført San Martinos loftsmalerier i 48 timer og det store alterværk Frans Xaver døber de vilde (Museo di Capodimonte) i et par dage. Med et sådant hastværk og med sin arbejdsiver kunne Giordano skabe en overordentlig stor mængde værker (hvad allerede Europas museer viser: ca. 60 i Pradomuseet i Madrid, over 20 i Gemäldegalerie Alte Meister i Dresden, 13 i Wiens Kunsthistorisches Museum, etc.), ofte lidet lødige, rutinemæssig jaskede, dekorationsmæssige, og, som forbilleder for en mængde senere malere, skæbnesvangre for kunstens udvikling, men prægede af en betydelig skønhedssans og et umiskendeligt stort talent. Af hans oliemalerier anføres her: Herkules og Omfale, Ariadne og Bacchus, Sabinerindernes rov (Gemäldegalerie Alte Meister), Barnemordet i Betlehem, selvportræt og portræt af faderen (Alte Pinakothek i München), De faldne engle (1666, Kunsthistorisches Museum), Mars og Venus (Louvre). I Statens Museum for Kunst findes foruden to lidet betydelige bibelske arbejder et ret smukt Paris' dom. Giordano har også forsøgt sig i genremaleriet. Hans mest ansete freskoarbejde er Tempelrensningen i San Filippo Neri i Neapel. Hans få raderinger er påvirkede af Ribera.

## Elever
Giordano havde talrige elever, som udbredte hans stil, hvoraf den bedste var Paolo de Matteis. I Spanien havde han eleverne Aniello Rossi og Matteo Pacelli.
I Venedig influerede han Giovan Battista Langetti, Giovanni Coli og Filippo Gherardi. Øvrige elever var: Juan Antonio Boujas, Nunzio Ferraiuoli (Nunzio degli Afflitti), Ansel Fiammingo (il Franceschitto), Giovanni Battista Lama, Andrea Miglionico, Giuseppe Simonelli, Andrea Vicenti, Andrea Viso, Ferrante Amendola, Pedro de Calabria, Matteo Paccelli, Francisco Tramulles, Nicolo Maria Rossi, Anniello Rossi.